# Ophrys atlantica
Ophrys atlantica är en orkidéart som beskrevs av Giles Munby. Ophrys atlantica ingår i ofryssläktet, och familjen orkidéer. Inga underarter finns listade i Catalogue of Life.